# Robert Craufurd
Robert Craufurd, född 5 maj 1764, död 23 januari 1812, var en brittisk militär.
Craufurd gjorde sina första militära insatser i Indien 1790–1792 och deltog därefter som en slags brittisk militärattaché i flera av krigen på kontinenten. Sin stora berömmelse vann han som chef för en brigad lätt infanteri, senare ökad till en division, under kriget mot Napoleon I på Pyreneiska halvön. För att om möjligt hinna fram i tid till ett slag marscherade han 1809 med denna brigad 100 kilometer på 26 timmar, en tämligen enastående bragd i militärhistorien. Craufurd betäckte reträtten till Torres Vedras, och utmärkte sig i slagen vid Busaco och Fuentes de Oñoro och stupade slutligen som generalmajor vid stormningen av Ciudad Rodrigo. Craufurd var en av de bästa och initiativrikaste brittiska generalerna på sin tid.